# Хансон, Хенри
Хенри Хансон (эст. Henri Hanson; 18 апреля 1995, Пярну) — эстонский футболист, полузащитник.

## Биография
Воспитанник пярнуского футбола. Во взрослом футболе дебютировал в 2012 году во второй команде «Пярну ЛМ». С 2013 года выступал за основную команду «Пярну ЛМ», с которой за два года поднялся из третьего дивизиона Эстонии в высший. Серебряный призёр и второй бомбардир (28 голов) Эсилиги Б 2013 года, бронзовый призёр и второй бомбардир (25 голов) первой лиги 2014 года. В высшем дивизионе Эстонии дебютировал 7 марта 2015 года в игре против «Транса» (2:5) и в этом же матче забил свой первый гол.
В начале 2017 года после расформирования пярнуского клуба перешёл в «Пайде ЛМ», в его составе провёл два сезона. Полуфиналист Кубка Эстонии 2016/17. В 2019 году вернулся в родной город, присоединившись к клубу «Вапрус», в его составе провёл два сезона в первой лиге и в 2020 году победил в турнире, а в 2021 году выступал в высшей лиге. В 2022 году играл за клуб пятого дивизиона «Тервис», стал победителем зонального турнира и его третьим бомбардиром (30 голов).
Всего в высшем дивизионе Эстонии сыграл 142 матча и забил 20 голов.
Привлекался в сборные Эстонии младших возрастов, всего сыграл 5 матчей и забил 2 гола. Участник Кубка Содружества 2015 года (2 матча).